# Nuevo Vicente Guerrero (Villa Corzo)
Nuevo Vicente Guerrero es una localidad del estado mexicano de Chiapas. Es parte del municipio de Villa Corzo.

## Toponimia
El nombre de la localidad rinde homenaje a Vicente Guerrero, héroe de la Independencia de México.

## Demografía
| Gráfica de evolución demográfica |
|                                  |

| Censo | Población |
| ----- | --------- |
| 1980  | 605       |
| 1990  | 2 032     |
| 2000  | 2 981     |
| 2010  | 2 906     |
| 2020  | 3 257     |